# اندرياس ويتوير
اندرياس ويتوير (5 أكتوبر 1990 بسويسرا - ) هو لاعب كرة قدم سويسري في مركز الدفاع. شارك مع منتخب سويسرا تحت 20 سنة لكرة القدم ومنتخب سويسرا تحت 21 سنة لكرة القدم. أما مع النوادي، فقد لعب مع نادي ثون ونادي سانت غالن.

## روابط خارجية
- اندرياس ويتوير على موقع قاعدة بيانات كرة القدم.إي يو (الإنجليزية)
- اندرياس ويتوير على موقع Soccerway.com (الإنجليزية)
- اندرياس ويتوير على موقع AS.com (الإسبانية)